# Zeekoeten
Zeekoeten is de informele benaming voor een aantal soorten zeevogels uit de familie van de alken uit de orde van de steltloperachtigen. Wanneer de naam geen verdere toevoeging heeft, wordt doorgaans de Uria aalge ('gewone' Zeekoet) bedoeld. 
Er zijn zeekoeten in twee geslachten, Uria en Cepphus.

## Taxonomie

### Uria
Tot het geslacht Uria behoren de soorten:
- Uria aalge ('gewone' zeekoet)
- Uria lomvia (kortbekzeekoet)

### Cepphus
Tot het geslacht Cepphus behoren de soorten:
- Cepphus carbo (brilzeekoet)
- Cepphus columba (duifzeekoet)
- Cepphus grylle (zwarte zeekoet)